# IIHF Continental Cup
IIHF Continental Cup är en ishockeyturnering för europeiska klubbar, startad säsongen 1997/1998 då Europacupen i ishockey lagts ner. Den var tänkt för lag från länder som inte deltog i European Hockey League, med deltagande lag valda från respektive lands ishockeyförbund.

## Format
Tävlingen hade premiär säsongen 1997/1998 med 42 klubbar från 26 länder, utökad till 48 lag de kommande två säsongerna. Turneringen spelades i seedade omgångar i kvalgrupper. Tre omgångar spelades i kvalgrupperna, och vinnaren gick vidare till nästa omgång. De tre vinnarna av tredje omgångens grupper gick vidare till semifinal, tillsammans med hemmalaget. Den första omgången spelades i september, den andra i oktober, den tredje i november och finaler i december.
Säsongen 2000/2001, då European Hockey League upplösts, blev IIHF Continental Cup de facto-europeiskt klubbmästerskapet. Formatet förblev detsamma, med 36 lag från 27 länder.
Då IIHF European Champions Cup startade säsongen 2004/2005, deltog där även nationsmästare från länder utanför Super Six (de sex bäst rankade länderna i Europa enligt internationella ishockeyförbundets världsranking) liksom lag från länder som deltog i Super Six leagues, som HC Dynamo Moscow och HKm Zvolen.

## Vinnare
| Season    | Vinnare                        | Spelplats (finalomgång)             |
| --------- | ------------------------------ | ----------------------------------- |
| 1997/1998 | HC Košice Slovakien            | Tammerfors, Finland                 |
| 1998/1999 | HC Ambri-Piotta Schweiz        | Košice, Slovakien                   |
| 1999/2000 | HC Ambri-Piotta Schweiz        | Berlin, Tyskland                    |
| 2000/2001 | ZSC Lions Schweiz              | Zürich, Schweiz                     |
| 2001/2002 | ZSC Lions Schweiz              | Zürich, Schweiz                     |
| 2002/2003 | Jokerit Finland                | Lugano, Schweiz och Milano, Italien |
| 2003/2004 | HC Slovan Bratislava Slovakien | Homiel, Vitryssland                 |
| 2004/2005 | HKm Zvolen Slovakien           | Székesfehérvár, Ungern              |
| 2005/2006 | HC Lada Togliatti Ryssland     | Székesfehérvár, Ungern              |
| 2006/2007 | Junost Minsk Vitryssland       | Székesfehérvár, Ungern              |
| 2007/2008 | Ak Bars Kazan Ryssland         | Riga, Lettland                      |
| 2008/2009 | MHC Martin Slovakien           | Rouen, Frankrike                    |
| 2009/2010 | EC Red Bull Salzburg Österrike | Grenoble, Frankrike                 |
| 2010/2011 | Junost Minsk Vitryssland       | Minsk, Vitryssland                  |
| 2011/2012 | Rouen HE 76 Frankrike          | Rouen, Frankrike                    |
| 2012/2013 | Donbass Donetsk Ukraina        | Donetsk, Ukraina                    |
| 2013/2014 | Stavanger Oilers Norge         | Rouen, Frankrike                    |
| 2014/2015 | Neman Grodno Vitryssland       | Bremerhaven, Tyskland               |